# Quentin Braat
Quentin Braat (Fontainebleau, 6 luglio 1997) è un calciatore francese, portiere del Rodez.

## Carriera

### Club
Cresciuto nel settore giovanile del Nantes, il 27 giugno 2017 firma il suo primo contratto professionistico con i gialloverdi, di durata trienale. Nella sua militanza al Nantes viene impiegato principalmente con la seconda squadra, pur ricevendo delle convocazioni in prima squadra per alcune gare, senza tuttavia scendere in campo. Il 30 giugno 2019 viene ceduto in prestito al Niort per l'intera durata della stagione. Il 26 luglio successivo ha esordito in Ligue 2, disputando l'incontro perso per 0-2 contro il Troyes. L'8 luglio 2020 viene ceduto a titolo definitivo al Niort. In tre stagioni (tutte disputate in Ligue 2) totalizza 55 presenze, di cui 50 in campionato (più altre due nei play-out) e tre nelle coppe nazionali.
Il 1º luglio 2022 firma un contratto triennale con il Real Oviedo, squadra della Segunda División spagnola.

### Nazionale
Ha giocato nelle nazionali giovanili francesi Under-19 ed Under-20.

## Statistiche

### Presenze e reti nei club
Statistiche aggiornate al 2 maggio 2023.
| Stagione        | Squadra         | Campionato      | Campionato | Campionato | Coppe nazionali | Coppe nazionali | Coppe nazionali | Coppe continentali | Coppe continentali | Coppe continentali | Altre coppe | Altre coppe | Altre coppe | Totale | Totale |
| Stagione        | Squadra         | Comp            | Pres       | Reti       | Comp            | Pres            | Reti            | Comp               | Pres               | Reti               | Comp        | Pres        | Reti        | Pres   | Reti   |
| --------------- | --------------- | --------------- | ---------- | ---------- | --------------- | --------------- | --------------- | ------------------ | ------------------ | ------------------ | ----------- | ----------- | ----------- | ------ | ------ |
| 2019-2020       | Niort           | L2              | 16         | -29        | CF+CdL          | 1+2             | -1; -1          |                    | -                  | -                  |             | -           | -           | 19     | -31    |
| 2020-2021       | Niort           | L2              | 8+2        | -14; -3    | CF              | 0               | 0               |                    | -                  | -                  |             | -           | -           | 10     | -17    |
| 2021-2022       | Niort           | L2              | 26         | -27        | CF              | 0               | 0               |                    | -                  | -                  |             | -           | -           | 26     | -27    |
| Totale Niort    | Totale Niort    | Totale Niort    | 50+2       | -70; -3    |                 | 3               | -2              |                    | -                  | -                  |             | -           | -           | 55     | -75    |
| 2022-2023       | Real Oviedo     | SD              | 24         | -18        | CR              | 1               | -2              |                    | -                  | -                  |             | -           | -           | 25     | -20    |
| Totale carriera | Totale carriera | Totale carriera | 76         | -91        |                 | 4               | -4              |                    | -                  | -                  |             | -           | -           | 80     | -95    |